# Charles-Édouard Guillaume
Charles-Édouard Guillaume (Fleurier, 15 februari 1861 – Sèvres, 13 juni 1938) was een Zwitserse natuurkundige. Hij werd bekend als de ontdekker van diverse bijzondere ijzer-nikkel legeringen, waaronder Invar, waarvoor hij in 1920 de Nobelprijs voor Natuurkunde ontving.

## Biografie
De grootvader van Charles-Edouard Guillaume was om geloofsredenen uitgeweken naar Londen, waar hij zich als klokkenmaker vestigde. Zijn zoon verhuisde met het bedrijf naar Fleurier in de Zwitserse Jura. Op 15 februari 1861 werd Charles-Edouard in Fleurier (kanton Neuchâtel) in Zwitserland geboren.
Na zijn studie aan de federale technische hogeschool in Zürich (1878-1882), vervulde hij zijn dienstplicht als officier bij de artillerie. In 1883 kwam hij op ongeveer 22-jarige leeftijd in dienst als assistent bij het Internationaal Bureau voor Maten en Gewichten te Sèvres, vlak bij Parijs. Hij kreeg later diverse leerstoelen natuurkunde en een positie als directeur van het observatorium van Neuchâtel aangeboden, maar desondanks bleef hij zijn levenlang verbonden aan dit Bureau - vanaf 1902 als adjunct-directeur, vanaf 1915 als directeur. In 1937, het jaar voor zijn overlijden, werd hij er tot eredirecteur benoemd.
In 1888 trouwde Guillaume met de Duitse Émilie-Marie Anna Taufflieb. Ze kregen drie kinderen.
In zijn tijd bij de artillerie studeerde Guillaume mechanica en ballistiek. Bij het Internationaal Bureau voor Maten en Gewichten deed hij onderzoek naar de correctie van kwikthermometers en was hij verantwoordelijk voor het ijken van de thermometers, die werden gebruikt om thermische uitzetting van lengtestandaarden te bepalen. Hij bepaalde het volume van een kilogram water door middel van de contactmethode.
In zijn onderzoek naar geschikte legeringen voor het produceren van kopieën van de standaardmeter ontwikkelde hij invar, een nikkel-ijzerlegering waarvan de uitzettingscoëfficiënt vrijwel nihil is. Uit het onderzoek kwam een reeks van nieuwe legeringen voort met bijzondere eigenschappen, zoals elinvar, een nikkellegering waarvan de elasticiteitsmodulus praktisch onafhankelijk van de temperatuur is, die wordt toegepast in precisieuurwerken.
Invar en aanverwante legeringen vonden een groot aantal toepassingen, waaronder onderdelen voor chronometers, meetlinten, elektrodes voor gloeilampen en radiobuizen, constructieve delen van laserapparatuur en precisieinstrumenten, wanden van tanks voor vloeibaar aardgas en schaduwmaskers voor kleurentelevisieschermen.
Tevens slaagde hij erin om de temperatuur van het heelal te bepalen. In 1896 schreef hij dat de temperatuur van de "straling van de sterren" 5,6 K bedroeg.
Charles-Edouard Guillaume overleed op 13 mei 1938.

## Publicaties
- 1886, Études thermométriques (Studies on Thermometry)
- 1897, Recherches sur les aciers au nickel. Dilatations aux temperatures elevees; resistance electrique. CR Acad. Sci. 125
- 1889, Traité de thermométrie (Treatise on Thermometry)
- 1894, Unités et Étalons (Units and Standards)
- 1896, Les rayons X (X-Rays)
- 1898, Recherches sur le nickel et ses alliages (Investigations on Nickel and its Alloys)
- 1899, La vie de la matière (The Life of Matter)
- 1902, La Convention du Mètre et le Bureau international des Poids et Mesures (Metrical Convention and the International Bureau of Weights and Measures)
- 1904, Les applications des aciers au nickel (Applications of Nickel-Steels)
- 1907, Des états de la matière (States of Matter)
- 1907, 1913, Les récent progrès du système métrique (Recent progress in the Metric System)
- Initiation à la Mécanique (Introduction to Mechanics)

## Onderscheidingen
- 1920, Nobelprijs voor Natuurkunde
- Grootofficier in het Legioen van Eer
- Eredoctoraten van de universiteiten van Genève, Neuchâtel en Paris.
- Président van de Société Française de Physique
- Lid, erelid en corresponderend lid van diverse toonaangevende wetenschappelijke academies in Europa.